# Xivry-Circourt
Xivry-Circourt é uma comuna francesa na região administrativa do Grande Leste, no departamento de Meurthe-et-Moselle. Estende-se por uma área de 12.04 km², e possui 271 habitantes, segundo o censo de 2018, com uma densidade de 23 hab/km².